# Zapalnik tarciowy P-42
Zapalnik tarciowy P-42 – zapalnik skonstruowany podczas okupacji niemieckiej.
Konstruktorem zapalnika był Władysław Pankowski. Głównym elementem był odlany ze stopu 92% ołowiu i 8% antymonu kadłub, który przykryty był od góry nakręcanym blaszanym kapturkiem. Kapturek ten chronił zapalnik przed warunkami atmosferycznymi. W środku było tarciowe urządzenie zapłonowe, a przez środek kadłuba przebiegał kanał, który wypełniony był sprasowanym prochem czarnym. Stanowił on ścieżkę prochową o opóźnieniu 4,5 sekundy. W dolnej części zapalnika znajdowała się nasadzona miedziana tulejka spłonki zapalającej. Spłonka zawierała 0,8 g piorunianu rtęci i 1,2 g sproszkowanego trotylu. Zapalnik miał zastosowanie w granatach ręcznych R-42 Sidolówka i granatach woreczkowych, które były wytwarzane w czasie Powstania Warszawskiego.